# Ernst Karl Schassberger

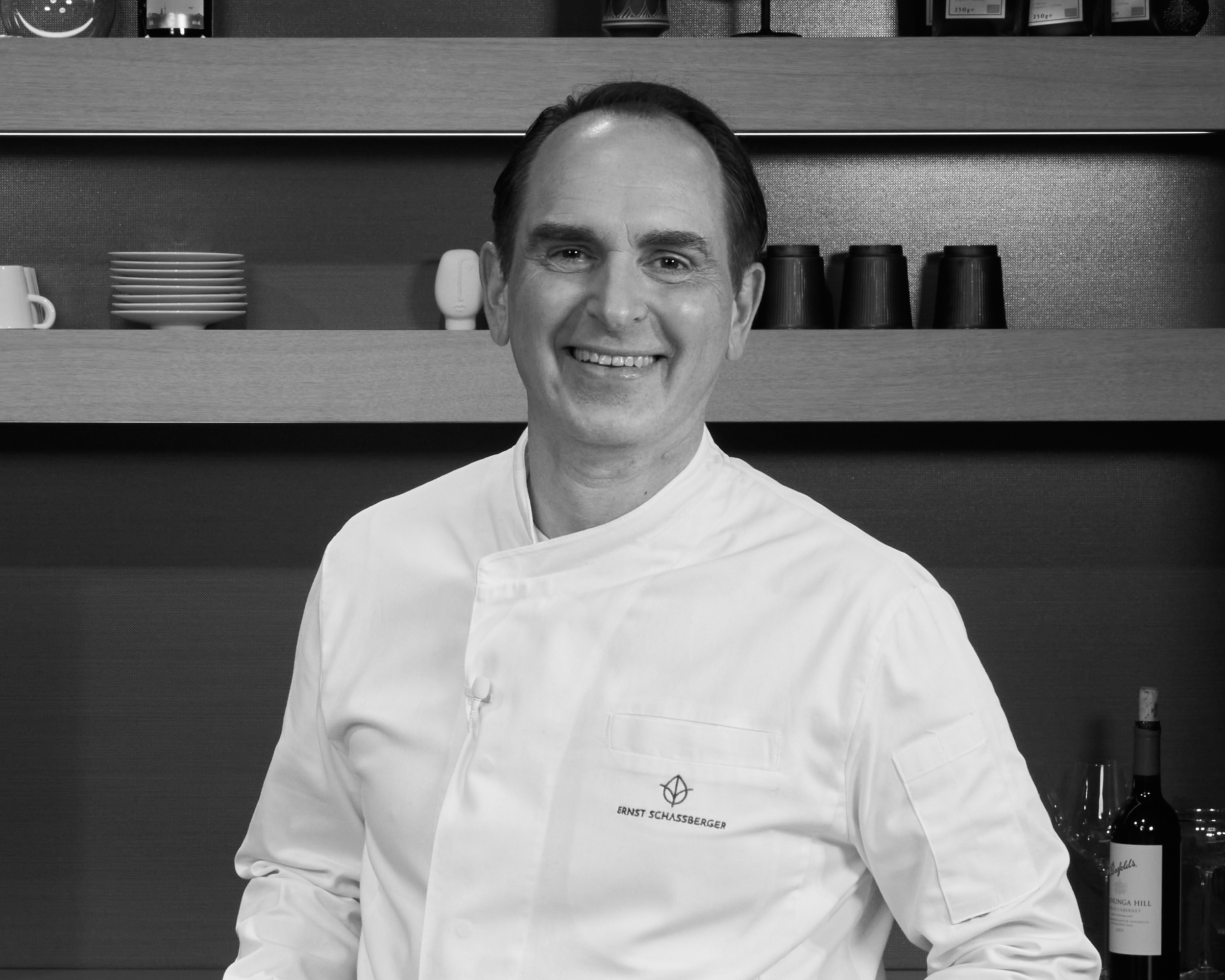
Ernst Karl Schassberger (2019)

Ernst Karl Schassberger (* 29. April 1975 in Mutlangen) ist ein deutscher Koch.

## Werdegang
Nach der Ausbildung im Schlosshotel Friedrichsruhe bei Lothar Eiermann ging Schassberger nach 1996 Frankreich zum Les Prés d'Eugénie bei Michel Guérard in Eugénie-les-Bains und 1997 zum Le Crayer in Reims. 1999 wechselte er ins Guide Michelin Louis XV von Alain Ducasse in Monaco.
2000 bis 2002 machte er eine Ausbildung zum Betriebswirt in Dortmund und übernahm 2003 mit seiner Schwester den Hotelbetrieb am Ebnisee von seinen Eltern. Seit 1756 ist das Haus in Familienbesitz. Die Geschwister führen das Haus in der 8. Generation.
2004 eröffnete er dort das Restaurant Ernst Karl, das ab 2004 mit einem Michelin-Stern und ausgezeichnet wurde.
Vom Juli 2010 bis Juni 2019 führte er das Restaurant Esszimmer in Fellbach. Von Oktober 2019 bis April 2022 leitet er als Direktor das Boutique Hotel The Starnbergsee Hideaway in Seeshaupt.
Seit 2024 hat er sich auf „veganes Fine Dining“ spezialisiert.

## Auszeichnungen
- 2004, 2. Platz Aufsteiger des Jahres, Der Feinschmecker